# 21630 Вутенсміт
21630 Вутенсміт (21630 Wootensmith) — астероїд головного поясу, відкритий 13 липня 1999 року.
Тіссеранів параметр щодо Юпітера — 3,671.